# 希爾伯特第十四問題
希爾伯特第十四問題是希爾伯特的23個問題之一。它探討某些有理函數域中的子環的有限性問題。令{\displaystyle k}為一個域，{\displaystyle k\subset K\subset k(X_{1},\ldots ,X_{n})}。令{\displaystyle R:=k[X_{1},\ldots ,X_{n}]\cap K}，希爾伯特猜想{\displaystyle R}是有限生成的{\displaystyle k}-代數。

## 歷史
此問題源自不變量理論。具體而言，假設群{\displaystyle G}作用於n維仿射空間{\displaystyle \mathbb {A} _{k}^{n}}，或者等價地說，作用於多項式環{\displaystyle k[X_{1},\ldots ,X_{n}]}。為了研究商空間{\displaystyle \mathbb {A} _{k}^{n}/G}，必須考慮：
{\displaystyle R:=k[X_{1},\ldots X_{n}]^{G}=\{f\in k[X_{1},\ldots X_{n}]:\forall g\in G,g\cdot f=f\}}
希爾伯特本人證明了{\displaystyle G}是某些半單李群的情形，包括{\displaystyle GL_{n}}。美國猶太人數學家奧斯卡·扎里斯基（Oscar Zariski）在1954年證明了{\displaystyle n=1,2}的情形。對於一般的狀況，日本數學家永田雅宜（永田 雅宜）藉著考慮某些線性代數群的作用而在1959年造出反例。
基於美國數學家蒙福德（David Bryant Mumford）提出的假設，可以推出：若{\displaystyle k}是代數封閉域，且{\displaystyle G}是定義在{\displaystyle k}上的可約群，則{\displaystyle R}是有限生成的。此假設已在1975年由美國數學家威廉·哈伯什（William J. Haboush）證明，並由印度數學家C. S. 瑟哈里（C. S. Seshadri）推廣。